# ダグニー・カー
ダグニー・カー（Dagney Michelle Kerr、2月23日生）は、アメリカ合衆国の女優。観光船の歌手兼ダンサーを経て女優になり、『デスパレートな妻たち』のルース・アン・ヘイゼル役で知られる。夫はクリス・エマーソン（Chris Emerson）。

## 主な出演作
- Park (2006) エイプリル役
- デスパレートな妻たちDesperate Housewives (2005-2006)ルース・アン・ヘイゼル役
- バフィー 〜恋する十字架〜 Buffy the Vampire Slayer(1999)キャシー・ニュートン役